# Efeito da oposição
O efeito da oposição é o aumento do brilho de uma superfície, ou um objeto com muitas partículas, quando iluminado diretamente atrás do observador. O termo é mais usado na astronomia, onde ele se refere a uma mudança repentina no brilho de um corpo celeste como um planeta, satélite natural, ou cometa enquanto seu ângulo de fase se aproxima de zero.
A existência do efeito da oposição foi relatada pela primeira vez em 1956 por Tom Gehrels durante seus estudos da luz refletida de um asteroide. Mais tarde outros estudos de Gehrels mostraram que o mesmo efeito poderia ser mostrado no brilho da Lua.